# Zurzach
Zurzach è un comune svizzero di 7 911 del Canton Argovia, nel distretto di Zurzach, del quale è capoluogo. È stato costituito il 1 gennaio 2022 dalla fusione dei preesistenti comuni di Wislikofen, Baldingen, Böbikon, Kaiserstuhl, Rümikon, Rietheim, Rekingen e Bad Zurzach.
Il capoluogo del comune è Bad Zurzach (che fino al 2006 era chiamata anch'essa Zurzach).

## Storia
A inizio anni 2000 venne avviata un'unione intercomunale tra i comuni di Baldingen, Böbikon, Mellikon, Rümikon e Wislikofen, cui si aggiunsero nel 2009 Rekingen e nel 2010 Kaiserstuhl. Nel 2015 i sindaci dei diversi comuni decisero di avviare la procedura per una fusione, a cui si dichiararono interessati anche i comuni di Bad Zurzach, Fisibach, Rietheim e Siglistorf (che tuttavia presto si ritirò dal progetto). Nel 2017 le assemblee civiche dei dieci comuni votarono per il finanziamento di uno studio approfondito per la fusione. L'assemblea di Fisibach inizialmente respinse la proposta, approvandola in una seduta successiva, mentre a Kaiserstuhl si tenne un referendum in cui vinsero i "sì" col 73% dei voti.
Nel 2019 si tennero nuovamente assemblee civiche in tutti e dieci i comuni, che approvarono tutte il progetto fatta eccezione per Fisibach, che si ritirò definitivamente. L'8 settembre 2019 si tenne un referendum in tutti i comuni rimanenti, in cui la fusione venne approvata in tutti i comuni tranne Mellikon, che si ritirò così anch'essa dal progetto. Il consiglio del Canton Argovia successivamente approvò la fusione, che entrò così in vigore il 1 gennaio 2022.